# Una voce per San Marino 2024
Die Sendung Una voce per San Marino 2024 fand vom 10. November 2023 bis zum 24. Februar 2024 statt und diente als san-marinesischer Vorentscheid für den Eurovision Song Contest 2024 in Malmö (Schweden). Es gewann die Band Megara mit dem Lied 11:11.

## Konzept

### Format
Am 8. August 2023 bestätigte San Marino RTV seine Teilnahme am Eurovision Song Contest 2024. Gleichzeitig gab man bekannt, dass man erneut die Sendung Una voce per San Marino als Vorentscheid nutzen werde.
Der Vorentscheid ist in drei Phasen unterteilt: einer Casting-Phase zwischen dem 10. November 2023 und dem 20. Januar 2024, fünf Halbfinale ab dem 16. Februar 2024 gefolgt von einer Hoffnungsrunde und einem Finale. Es werden in jeder Phase des Wettbewerbs ausschließlich Jurys zur Abstimmung kommen.
Am 29. November 2023 wurde bekanntgegeben, dass das Finale, das ursprünglich für den 2. März 2024 geplant war, um eine Woche nach vorn auf den 24. Februar 2024 verschoben wurde.
Wie auch schon in den Vorjahren werden acht „etablierte Künstler“ fix im Finale stehen, zusätzlich zu den acht „aufsteigenden Künstlern“.

### Beitragswahl
Bewerbungen waren ab dem 10. Oktober 2023 für aufstrebende Künstler zur Teilnahme an der Audition-Phase, in der sich etwa 80 Einsendungen für das Halbfinale qualifizieren (eines davon ist san-marinesischen Künstlern gewidmet), möglich, während etablierte Künstler von Media Evolution S.r.l. direkt zum Finale eingeladen werden. Es gibt keine Einschränkungen hinsichtlich der Nationalität des Interpreten oder der Sprache des Liedes.

#### Beitrag durch Künstliche Intelligenz
Am 28. November wurde bekannt, dass SMRTV eine Kooperation mit dem KI-Start-Up Casperaki eingegangen ist. Interessierte Interpreten konnten im Rahmen dieser Kooperation bis zum 15. Januar 2024 ihre Demosongs oder Acapella-Tracks durch eine KI bewerten und verbessern lassen. Die zehn besten Beiträge wurden zu einem Songwriting-Camp in London eingeladen. Schlussendlich wurde Dana Gillespie mit The Last Polar Bear ausgewählt.
Folgende Beiträge kamen in die finale Auswahl:
| Interpret      | Lied                | Sprache                       | Übersetzung (inoffiziell) |
| -------------- | ------------------- | ----------------------------- | ------------------------- |
| Dana Gillespie | The Last Polar Bear | Englisch                      | Der letzte Eisbär         |
| Marie Wegener  | Dare to Dream       | Englisch                      | Trau dich zu träumen      |
| Meg Birch      | Neon Rain           | Englisch                      | Neonregen                 |
| Nicole Silva   | Corazón de mariposa | Englisch mit Spanischem Titel | Schmetterlingsherz        |

## Castings
Die Castings fanden vom 10. November 2023 bis zum 20. Januar 2024 statt. Folgende Künstler nahmen daran teil:
| Nr. | Datum             | Künstler |
| --- | ----------------- | --- |
| 1   | 10. November 2023 | the ATLANTIS, WILL ON EARTH, ILYTH, AaLE, Sissy, UMABE, Vincent, KARMA, Prima, Drum N' Jack, Zell, HAND ON HEART, This is Elle, MORENA, Eklettika, Elena, Alessio's Mind, Gem, Fab Mayenga, Viva, The Sidéra, Dhesia, Maurizio Rastelletii, fausto rossi, Diego Rojas Chaigneau, Eki & Katy |
| 2   | 11. November 2023 | Giada Fazi, OARA, Damino é una regola, Acousticouple, Cristian Viper, GRETEL, Nekò |
| 3   | 12. November 2023 | Bluesy, Only Sara, Alessandro Bruni, Sciaco, Zaira, Julia, Gega, Falling Giant, Malvax |
| 4   | 01. Dezember 2023 | Thea, Daubia, ELA, BELLAMORÉA, Gaia Belletti, Chiara Valentini, GUGLIELMO, Andre S., Alessio De Cicco, Aleph, FEDERUBIN, DEZ, DJ Belle, Cinzia Paoletti, KIDA, Tyrone, Lord Spark, Alessia Felici, Alis Ray, Mhora, Ilaria, Anina, Sika & Lurose, Corde Libere, Allegra |
| 5   | 02. Dezember 2023 | Masala e Foresta, Dafne, FLAT BIT, Ladrone00, Deschema, DESIL, Ivan, Madè, MATE, Lorenzo Postiglione, Gelida, La bebae, Brenda Novella, Mansutti, Myky, Piera, Michaela Baselice, ROS-ARIA, HAru, Mad |
| 6   | 03. Dezember 2023 | Abgesagt |
| 7   | 12. Januar 2024   | Andrea Licciardo, CaTa, B.A.O.M (Blues Ashes of Manhattan), Alabaster, Simon Evans, MERI LU JACKET, Francesco Balasso, Timea Göghova, OMAR CORCOS, DIAMANTE, Alessandro e Guya Canino, Filippo Ferrante, Francesca Bernardini, Malemà, Vitania, La Flamme, Madè, MATE, La bebae, Uragano, Blonde Brothers, Frammenti, Crisalide, Missing Ink, Auroro Borealo & Martelli, Kevin, francesco mariani, HBH Band, Papillon, Kija, Piera                         |
| 8   | 13. Januar 2024   | Cristiano Cosa, Mr&Mrs, Veronica, Diego Federico, FAMASONGS, Vee Jeck, Camilla, Dalîlah, LUMIED, Atwood, Sinforosa, Babols, RanMA, Effemme, MARK, ABA, GreZma, Tommaso Sangiorgi, Why Xes, Lasties, Dr Myine, FEEL, CHIARA TROTTIA, Mace, CAINERO, Senzavolto |
| 9   | 14. Januar 2024   | Gynevra, Mangodream, Clairet, Marcolisa feat. Johanna e gli HGM, Sounds of Liberty, DE MO, Vincenzo Ferraro, Nicole, Jestar’s Fijord, RAFFI, Junaisinsane, Manuel Meroni, Elina, Gloria, The Miss, Ego Meco, UMAS, Lanona, Sara Naldi, Alessandro Orlando Graziano, ILENIA SUFFREDINI, Cristina Macciavelli, Mirjam, DIA, Möly, & Nicole Bullet, Il Vaso di Pandora                                                                                        |
| 10  | 18. Januar 2024   | Alessio Gandolfi, Alessandra Cossu, Elis, Manuel Meroni, Leonor e Enea, Pierangelo, Nemo, ZELENA, ITAMA, Richard Wølf, LUCA CREUZA, DIDI, Eda Mari, Kimono, NOOR, Edoardo Borgi, Giulia B., Edoardo Tischler, EDSON, Memi, Dan e i suoi Fratelli, Camilla, Daiana Lou, XGIOVE, iSCRM, MilfShake |
| 11  | 19. Januar 2024   | Nicola Squillace, Sofia Villa, ELLESD, Felicity, Nicole, Jòlie, BLU AMARISSIMO, Alessandro Orlando Graziano, Diego, Qualisksk, Iris, Xada Alunno, Marcio, Aura d'Arco, Rita Manelli, PROCIONEY, Sonia beatrice zoco, Kaotika e Nuzzle |
| 12  | 20. Januar 2024   | Alessandr Monteleone, Raspa, Lasersight, Rita Esse, Ssd project feat. Azzurra, OUT OFFLINE, AMANDA, Stefan Quinto, Sylvia Meritano, Vane, Marco Nicolai, Sasy Pisanti, Camellini, Cabiria, Elisa Giraudo, Lord of the TrippyMonkeys, Known Pysiscs, cinqueminuti, DƏVA, Sara Naldi, S O L O, Isoladellerose, Bush, Operapop, ASIA, Serena Farolfi, Umberto Alongi, BOOOM!, Hidden Wolf, Borgia, Miki Spire, Valerio Sgargi, FUTURA, ISOTTA, Enula, Rosetta |

### Jury
Die Jury der Castings bestand aus den Musikproduzenten Domenico „Mimmo“ Paganelli, Domenico „Mimmo“ Gallotti und Nabuk.

## Halbfinale
Die Halbfinalisten wurden am 5. Februar 2024 bekanntgegeben.

### Erstes Halbfinale
Das erste Halbfinale fand am 19. Februar statt.
| Startnr. | Interpret          | Lied                                   | Sprache                             | Übersetzung (inoffiziell)                 |
| -------- | ------------------ | -------------------------------------- | ----------------------------------- | ----------------------------------------- |
| 1        | Alabaster          | Antartide                              | Italienisch                         | Antarktis                                 |
| 2        | Aleph              | Amami                                  | Italienisch                         | Liebe mich                                |
| 3        | Alessandro Bruni   | Un secondo eterno                      | Italienisch                         | Eine Sekunde Ewigkeit                     |
| 4        | Alis Ray           | Flow of Love                           | Englisch                            | Fluss der Liebe                           |
| 5        | Allegra            | Re Mida                                | Italienisch                         | König Midas                               |
| 6        | Amanda             | Déjà vu                                | Italienisch                         | –                                         |
| 7        | Cabiria            | Fable                                  | Englisch                            | Fabel                                     |
| 8        | Dafne              | Dentro la mia testa                    | Italienisch                         | In meinem Kopf                            |
| 9        | Daudia             | With You                               | Englisch                            | Mit dir                                   |
| 10       | Ela                | Parthenope                             | Italienisch                         | –                                         |
| 11       | Elena              | Macchina in corso                      | Italienisch                         | Laufende Maschine                         |
| 12       | Frammenti          | Weekend                                | Englisch                            | Wochenende                                |
| 13       | Giada Fazi         | Us                                     | Englisch                            | Uns                                       |
| 14       | Héctor Mira        | Siente                                 | Spanisch, Spanische Gebärdensprache | Fühl                                      |
| 15       | Ilenia Suffredini  | Adrenalina                             | Italienisch                         | Adrenalin                                 |
| 16       | Isoladellerose     | Se andrò all’inferno, tu verrai con me | Italienisch                         | Wenn ich in die Hölle komme kommst du mit |
| 17       | Isotta             | Coming Out                             | Englisch                            | Coming-out (wörtlich: Herauskommen)       |
| 18       | Itama              | Chorizo                                | Italienisch, Spanisch               | –                                         |
| 19       | Julia              | Viola sotto zero                       | Italienisch                         | Violett unter Null                        |
| 20       | Kija               | Disco Love                             | Englisch                            | Discoliebe                                |
| 21       | Loco BoomBox       | In forma                               | Spanisch, Italienisch, Englisch     | In Form                                   |
| 22       | Lord Spark         | Close to You                           | Englisch                            | Nah bei dir                               |
| 23       | Mace               | Vivimi                                 | Italienisch                         | Lebe mich                                 |
| 24       | Masala and Foresta | Paranoia                               | Englisch                            | –                                         |
| 25       | Miki Spire         | Fulmine                                | Italienisch                         | Blitz                                     |
| 26       | RanMa              | Window                                 | Englisch                            | Fenster                                   |
| 27       | Sciaco             | KO                                     | Englisch                            | –                                         |
| 28       | Simon Evans        | Anywhere to Go                         | Englisch                            | Überall hingehen                          |
| 29       | Tommaso Sangiorgi  | Il canto delle paure                   | Italienisch                         | Das Lied der Angst                        |
| 30       | Venn Smyth         | Jumper                                 | Englisch                            | Springer                                  |
| 31       | Zaira              | Sacchetto di plastica                  | Italienisch                         | Plastikbeutel                             |

 Kandidat hat sich für das Finale qualifiziert.
 Kandidat hat sich für die Hoffnungsrunde qualifiziert.

### Zweites Halbfinale
Das zweite Halbfinale fand am 20. Februar statt.
| Startnr. | Interpret             | Lied                         | Sprache                          | Übersetzung (inoffiziell)   |
| -------- | --------------------- | ---------------------------- | -------------------------------- | --------------------------- |
| 1        | AaLE                  | All Black                    | Englisch                         | Alles Schwarz               |
| 2        | Alessio De Cicco      | Fragile                      | Italienisch                      | Zerbrechlich                |
| 3        | Alessio's Mind        | We're Burning                | Englisch                         | Wir brennen                 |
| 4        | Anthony               | State of Mind (S.O.M)        | Englisch                         | Geisteszustand              |
| 5        | Babols                | Balla balla                  | Italienisch                      | –                           |
| 6        | Basti                 | Rhythm in the Rain           | Englisch                         | Rhythmus im Regen           |
| 7        | Booom!                | Dance like This              | Englisch                         | Tanze so                    |
| 8        | Camellini             | Patchwork                    | Englisch                         |                             |
| 9        | Dan e i suoi Fratelli | Il Mottarello                | Italienisch                      | Das Mottarello              |
| 10       | Deschema              | Demoni                       | Italienisch                      | Dämonen                     |
| 11       | Dia                   | The Greatest Love            | Englisch                         | Die größte Liebe            |
| 12       | Edoardo Brogi         | Magari subito                | Italienisch                      | Vielleicht sofort           |
| 13       | Falling Giant         | Show of the False            | Englisch                         | Die Show des Falschen       |
| 14       | Feel                  | How Could I Know             | Englisch                         | Wie konnte ich ahnen        |
| 15       | Francesco Balasso     | Eiffel                       | Italienisch                      | –                           |
| 16       | Guglielmo             | Seso e lacrime               | Italienisch                      | Sex und Tränen              |
| 17       | Haru                  | Kalimba                      | Italienisch                      | –                           |
| 18       | Jucaso                | Hey Ciao!                    | Englisch mit Italienischem Titel | –                           |
| 19       | La Bebae              | Scanner                      | Italienisch                      | –                           |
| 20       | Lanona                | Se questa notte              | Italienisch                      | Wenn diese Nacht            |
| 21       | Lasties               | Romantic Killer              | Englisch                         | Romantischer Killer         |
| 22       | Manuel Meroni         | Il respiro delle rondini     | Italienisch                      | Der Atem von Schwalben      |
| 23       | Megara                | 11:11                        | Spanisch, Italienisch, Englisch  | –                           |
| 24       | Nemo                  | Chimera                      | Italienisch                      | Chimäre                     |
| 25       | Senzavolto            | Ancora è notte               | Italienisch                      | Es ist noch Nacht           |
| 26       | Sika & Lurose         | Veneno                       | Spanisch                         | Gift                        |
| 27       | Sofia Villa           | Just a Page                  | Englisch                         | Nur eine Seite              |
| 28       | Tomash                | Not Alone                    | Englisch                         | Nicht allein                |
| 29       | Valerio Sgargi        | Polverer                     | Italienisch                      | Pulverisierer               |
| 30       | Will on Earth         | Deep Inside the Heart of Men | Englisch                         | Tief im Herzen der Menschen |
| –        | Acousticouple         | –                            | –                                | –                           |

 Kandidat hat sich für das Finale qualifiziert.
 Kandidat hat sich für die Hoffnungsrunde qualifiziert.
 Kandidat ist nicht angetreten

### Drittes Halbfinale
Das dritte Halbfinale fand am 21. Februar statt.
| Startnr. | Interpret                  | Lied                | Sprache                                               | Übersetzung (inoffiziell)      |
| -------- | -------------------------- | ------------------- | ----------------------------------------------------- | ------------------------------ |
| 1        | Xada                       | Shell               | Englisch                                              | Muschel                        |
| 2        | Alessandro and Guya Canino | Liberi tutti quanti | Italienisch                                           | Befreie alle                   |
| 3        | Alunno                     | Inevitabile         | Italienisch                                           | Unvermeidbar                   |
| 4        | Atwood                     | Can’t Stop Me       | Englisch                                              | Du kannst mich nicht aufhalten |
| 5        | Camilla Rinaldi            | Rara                | Italienisch                                           | Selten                         |
| 6        | Camilla Ruffini            | Mi dicono           | Italienisch                                           | Sie erzählen mir               |
| 7        | Cinzia Paoletti            | Tallone d’Achille   | Italienisch                                           | Achillesferse                  |
| 8        | Corde Libere               | Deserti in viaggio  | Italienisch                                           | Wüsten bereisen                |
| 9        | Cristiano Cosa             | Crescere            | Italienisch                                           | Wachsen                        |
| 10       | Daiana Lou                 | Trauma              | Englisch                                              | –                              |
| 11       | Eki & Katy                 | Oro e diamante      | Italienisch                                           | Gold und Diamant               |
| 12       | Elina                      | Ti amo              | Englisch, Italienisch                                 | Ich liebe dich                 |
| 13       | Emil Lindholm              | Try My Luck         | Englisch                                              | Vordere mein Glück heraus      |
| 14       | Fijord                     | Giulia              | Italienisch                                           | –                              |
| 15       | Ilyth                      | Love                | Englisch                                              | Liebe                          |
| 16       | Karma                      | Meglio di no        | Italienisch                                           | Besser nicht                   |
| 17       | Lorenzo Postiglione        | Pochi eroi          | Italienisch                                           | Wenige Helden                  |
| 18       | Malvax                     | La spezia           | Italienisch                                           | Würzen                         |
| 19       | Mark                       | Return              | Englisch                                              | Rückkehr                       |
| 20       | Mate                       | Big Mama            | Italienisch                                           | Große Mama                     |
| 21       | Mhora                      | Le labbra in fuomo  | Italienisch                                           |                                |
| 22       | Michela Baselice           | Abbassa la cresta   | Italienisch                                           | Senken Sie den Kamm            |
| 23       | Noor                       | Canzone tragicomica | Italienisch, Englisch                                 | Tragikomisches Lied            |
| 24       | Operapop                   | Like Angels         | Englisch                                              | Wie Engel                      |
| 25       | Ros-Aria                   | Blu notte           | Italienisch                                           | Nachtblau                      |
| 26       | The Atlantis               | Heart of the Abyss  | Italienisch, Englisch                                 | Herz des Abyss                 |
| 27       | The Miss                   | L’enfer             | Französisch, Italienisch, Spanisch, Deutsch, Englisch | Hölle                          |
| 28       | This is Elle               | Gold                | Englisch                                              | –                              |
| 29       | Xgiove                     | Nostalgia           | Italienisch                                           | Nostalgie                      |
| –        | Daniel Marin               | –                   | –                                                     | –                              |

 Kandidat hat sich für das Finale qualifiziert.
 Kandidat hat sich für die Hoffnungsrunde qualifiziert.
 Kandidat ist nicht angetreten

### Viertes Halbfinale
Das vierte Halbfinale fand am 22. Februar statt.
| Startnr. | Interpret                   | Lied                | Sprache                          | Übersetzung (inoffiziell) |
| -------- | --------------------------- | ------------------- | -------------------------------- | ------------------------- |
| 1        | Auroro Borealo and Martelli | Giù dal pero        | Italienisch                      | Den Birnbaum hinunter     |
| 2        | Bluesy                      | DUNE                | Italienisch                      | Düne                      |
| 3        | Brenda Novella              | Where I Belong      | Englisch                         | Wo ich hingehöre          |
| 4        | Cainero                     | Buio                | Italienisch                      | Dunkel                    |
| 5        | Casino Moon                 | La chiave           | Englisch, Italienisch            | Der Schlüssel             |
| 6        | Dəva                        | One Love            | Englisch                         | Eine Liebe                |
| 7        | Dez                         | Freedom             | Englisch                         | Freiheit                  |
| 8        | Diego Federico              | Drop it             | Englisch                         | Lass es fallen            |
| 9        | Effemme                     | Half Full Glass     | Englisch                         | Halbvolles Glas           |
| 10       | Eklettika                   | Occhi viola         | Italienisch                      | Lila Augen                |
| 11       | Elis                        | A me                | Italienisch                      | Mir                       |
| 12       | Federubin                   | Maddalena           | Italienisch, Spanisch            | –                         |
| 13       | Flat Bit                    | Una disco           | Italienisch                      | Eine Disco                |
| 14       | Gelida                      | Occhi di ghiaccio   | Italienisch                      | Augen aus Eis             |
| 15       | Junaisinsane                | Don't Care About    | Englisch                         | Nicht dafür interessieren |
| 16       | Known Physics               | Call My Name        | Englisch                         | Ruf meinen Namen          |
| 17       | Mad                         | Terra rossa         | Italienisch                      | rote Erde                 |
| 18       | Mirjam                      | Io amo              | Englisch mit Italienischem Titel | Ich liebe                 |
| 19       | Myky                        | Coming Home         | Englisch                         | Nach Hause kommen         |
| 20       | Nadine Randle               | What's on Your Mind | Englisch                         | An was denkst du          |
| 21       | Only Sara                   | Drama Queen         | Italienisch mit Englischem Titel | –                         |
| 22       | Prima                       | Ferma               | Italienisch                      | Stoppen                   |
| 23       | Raffi                       | E poi ti voglio     | Italienisch                      | Und dann will ich dich    |
| 24       | Sandro Machado              | Mi sangas sen vi    | Esperanto                        | Ich blute ohne dich       |
| 25       | Spiros                      | C'est ma guerre     | Englisch mit Französischem Titel | Das ist mein Krieg        |
| 26       | Thea                        | Nordic Sages        | Englisch                         | Nordische Weise           |
| 27       | Veronica                    | Strangers           | Englisch                         | Fremde                    |
| 28       | Vincent                     | Lalla               | Italienisch                      | –                         |
| 29       | Vitania                     | Lia                 | Italienisch                      | Sein                      |
| 30       | Viva                        | Sono come te        | Italienisch                      | Ich bin wie du            |

 Kandidat hat sich für das Finale qualifiziert.
 Kandidat hat sich für die Hoffnungsrunde qualifiziert.

### San-marinesisches Halbfinale
Das san-marinesische Halbfinale fand am 23. Februar statt. In diesem nahmen, wie der Name bereits andeutet, ausschließlich Teilnehmer aus San Marino teil.
| Startnr. | Interpret         | Lied             | Sprache     | Übersetzung (inoffiziell) |
| -------- | ----------------- | ---------------- | ----------- | ------------------------- |
| 1        | Alessia Felici    | Non conviene mai | Italienisch | Es lohnt sich nie         |
| 2        | Francesco Mariani | Breathe          | Englisch    | Atme                      |
| 3        | Gynevra           | Il mio nome      | Italienisch | Mein Name                 |
| 4        | HBH Band          | I Can Be Real    | Englisch    | Ich kann real sein        |
| 5        | Kida              | Invincibile      | Italienisch | Unbesiegbar               |
| 6        | Why Xes           | Fatti a musica   | Italienisch | Kommen Sie zur Musik      |
| –        | Giulia B.         | –                | –           | –                         |

 Kandidat hat sich für das Finale qualifiziert.
 Kandidat ist nicht angetreten

### Hoffnungsrunde
Die Hoffnungsrunde fand am 23. Februar statt.
| Startnr. | Interpret          | Lied                | Sprache                         | Übersetzung (inoffiziell)  |
| -------- | ------------------ | ------------------- | ------------------------------- | -------------------------- |
| 1        | Basti              | Rhythm in the Rain  | Englisch                        | Rhythmus im Regen          |
| 2        | Camellini          | Patchwork           | Englisch                        | Flickenteppich             |
| 3        | Cinzia Paoletti    | Tallone d’Achille   | Italienisch                     | Achillesferse              |
| 4        | Corde Libere       | Deserti in viaggio  | Italienisch                     | Wüsten bereisen            |
| 5        | Dəva               | One Love            | Englisch                        | Eine Liebe                 |
| 6        | Edoardo Brogi      | Magari subito       | Italienisch                     | Vielleicht sofort          |
| 7        | Effemme            | Half Full Glass     | Englisch                        | Halbvolles Glas            |
| 8        | Itama              | Chorizo             | Italienisch, Spanisch           | –                          |
| 9        | Mace               | Vivimi              | Italienisch                     | Lebe mich                  |
| 10       | Masala and Foresta | Paranoia            | Englisch                        | –                          |
| 11       | Megara             | 11:11               | Spanisch, Italienisch, Englisch | –                          |
| 12       | Nadine Randle      | What's on Your Mind | Englisch                        | Was ist in deinen Gedanken |
| 13       | Sandro Machado     | Mi sangas sen vi    | Esperanto                       | Ich blute ohne dich        |
| 14       | Simon Evans        | Anywhere to Go      | Englisch                        | Überall hingehen           |
| 15       | This is Elle       | Gold                | Englisch                        | –                          |
| 16       | Xgiove             | Nostalgia           | Italienisch                     | Nostalgie                  |

 Kandidat hat sich für das Finale qualifiziert.

## Finale
Das Finale fand am 24. Februar statt.
| Platz | Startnr. | Interpret                     | Lied Musik (M) und Text (T) | Sprache                         | Übersetzung (inoffiziell)   |
| ----- | -------- | ----------------------------- | --- | ------------------------------- | --------------------------- |
| 1     | 17       | Megara                        | 11:11 M/T: Isra Dante Ramos Solomando, Roberto la Lueta Ruiz, Sara Jiménez Moral                                                                                             | Spanisch, Italienisch, Englisch | –                           |
| 2     | 9        | Loredana Bertè                | Pazza M/T: Andrea Bonomo, Andrea Pugliese, Loredana Bertè, Luca Chiaravalli                                                                                                  | Italienisch                     | Verrückt                    |
| 3     | 15       | La Rua                        | Governo del cuore M/T: La Rua, Dario Faini, Elisa Toffoli | Italienisch                     | Herrschaft des Herzens      |
| 4     | 4        | Aimie Atkinson                | A Dare for Love M/T: Aimie Atikonson, Steve Anderson, Terry Ronald | Englisch                        | Eine Mutprobe für die Liebe |
| 5     | 11       | Booom!                        | Dance like This M/T: Luka Cvetičanin, Matevž Derenda, Patrik Mrak | Englisch                        | Tanze so                    |
| 6     | 6        | Marcella Bella                | Chi siamo davvero M/T: Giovanni Caccamo | Italienisch                     | Wer wir wirklich sind       |
| 7     | 16       | Dana Gillespie                | The Last Polar Bear M/T: Dana Gillespie, Jack Trzcinski, Matthias Strasser, Stefan Moessle                                                                                   | Englisch                        | Der letzte Eisbär           |
| 8     | 3        | Xgiove                        | Nostalgia M/T: Andrea Massetti, Federico Piermartire, Giacomo Strappa, Ludovico Bartolozzi, Nicolò Buccioni, Valter Sacripanti                                               | Italienisch                     | Nostalgie                   |
| 9     | 13       | Mate                          | Big Mama M/T: Andrea Riso, Giuseppe Panza, Mariateresa Amato, Riccardo Brizi                                                                                                 | Italienisch                     | Große Mama                  |
| 10    | 12       | Jalisse                       | Il paradiso è qui M/T: Alessandra Drusian, Fabio Ricci | Italienisch                     | Das Paradies ist hier       |
| 11    | 14       | Masala and Foresta            | Paranoia M/T: Beatrice Di Salvio, Giuseppe Foresta, Miriam Masala | Englisch                        | –                           |
| 12    | 2        | Daudia                        | With You M/T: Claudia Pasquariello, Davide Maiale | Englisch                        | Mit dir                     |
| 13    | 7        | Aaron Sibley                  | Human M/T: Aaron Sibley, Max Cinnamon | Englisch                        | Mensch                      |
| 14    | 8        | Wlady, Corona, Ice MC, DJ Jad | Questa volta M/T: Alessio Lazzaroni, Antonio Colangelo, Giancarlo Buso, Ian Colin Campbell, Juan Guillermo Gallón, Olga Maria de Souza, Vito Luca Perrini, Wladimiro Perrini | Italienisch, Englisch           | Diesmal                     |
| 15    | 10       | Kida                          | Invincibile M/T: Denise Bertozzi, Piermatteo Carattoni | Italienisch                     | Unbesiegbar                 |
| 16    | 5        | Dez                           | Freedom M/T: Francesco de la Caridad Ravo Hernández, Martin Valentin | Englisch                        | Freiheit                    |
| 17    | 1        | Pago                          | Il protagonista M/T: Carlo Palmas, Pacifico Settembre, Paolo Polifrone | Italienisch                     | Der Protagonist             |

 Gesamtsieger und Ludovico Di Meo Award für den Besten Aufstrebenden Künstler
 OGAE Italien Fan Preis und Kritikerpreis
 Febal Casa Award für den Radiofreundlichsten Song
 San Marino Outlet Experience Award für den besten Look

### Jury
Die Jury des Finales besteht aus:
- Celso Valli (Komponist, Dirigent, Musikproduzent, Vorsitzender der Jury)
- Anna Bischi (Musikerin)
- Clarissa Martinelli (Journalistin)
- John Vignola (Journalist)
- Steve Lyon (Musikproduzent)